# Henda Zaouali
Henda Zaouali (sinh ngày 29 tháng 8 năm 1960) là một tay kiếm người Tunisia đã nghỉ hưu. Bà đã tham gia các sự kiện kiếm liễu và épée cá nhân của phụ nữ tại Thế vận hội Mùa hè 1996.